# Leidersbach
Leidersbach település Németországban, azon belül Bajorországban. Lakosainak száma 4743 fő (2023. december 31.). Leidersbach Hohe Wart, Sulzbach am Main és Mespelbrunn községekkel határos.

## Népesség
A település népessége az elmúlt években az alábbi módon változott:
| Lakosok száma | 4077 | 4304 | 4770 | 4742 | 4703 | 4797 | 4789 | 4747 | 4795 | 4743 |
|               | 1975 | 1987 | 2012 | 2013 | 2014 | 2016 | 2017 | 2019 | 2022 | 2023 |